# Scheltoksan-Unruhen

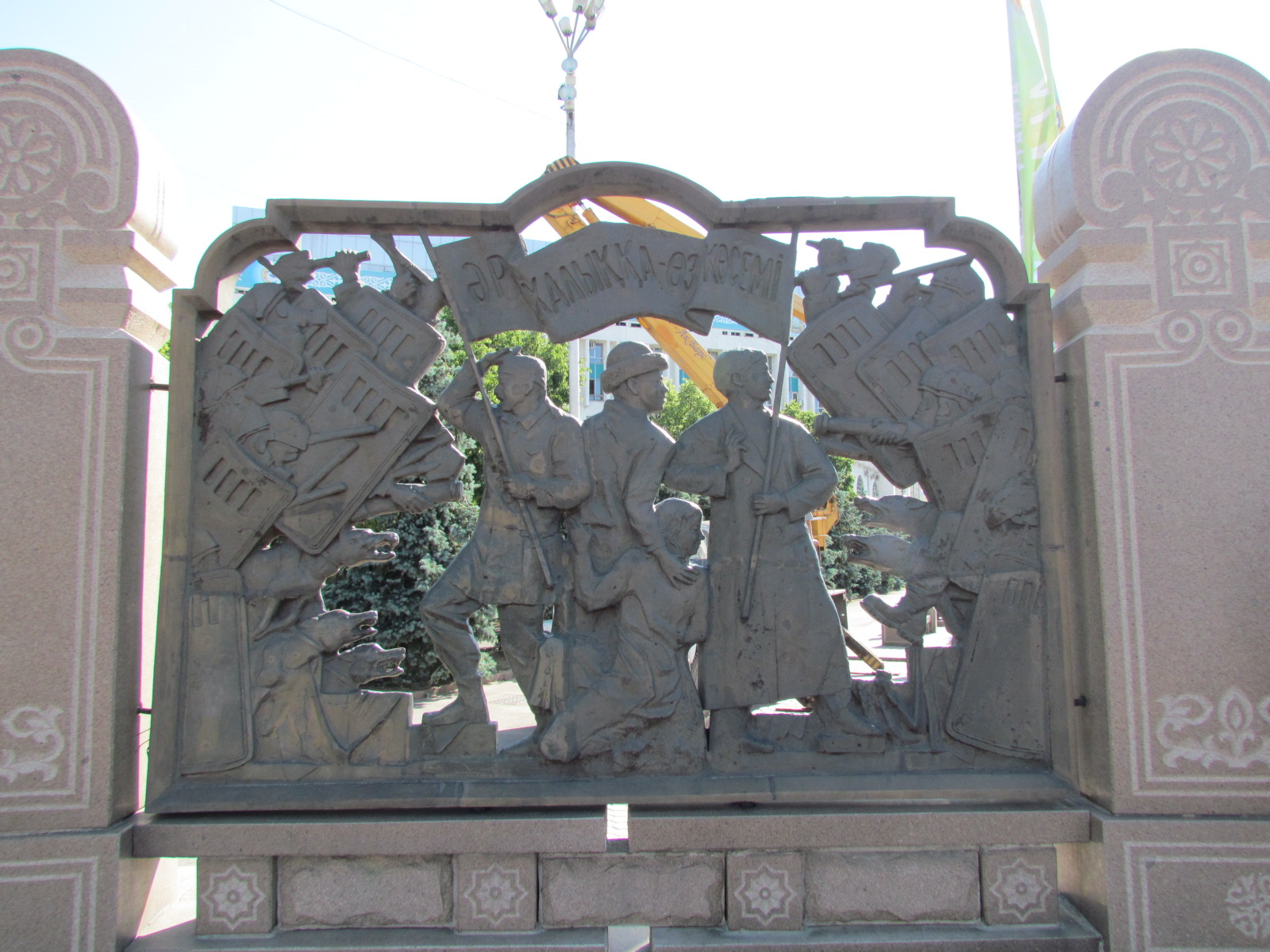
Denkmal für die Ereignisse vom Dezember 1986 in Almaty

Die Scheltoqsan-Unruhen (abgeleitet vom kasachischen Wort Желтоқсан/Jeltoqsan, eingedeutscht: Scheltoqsan für den Monat Dezember) waren gewalttätige Unruhen vom 17. bis 19. Dezember 1986 in Alma-Ata, der Hauptstadt der Kasachischen Sowjetrepublik. Auslöser der Proteste war die Einsetzung des Parteifunktionärs Gennadi Kolbin als Ersten Sekretär des Zentralkomitees der Kasachischen Sowjetrepublik und die vorausgegangene Absetzung von Dinmuchamed Kunajew.

## Ausgangslage
Im Dezember 1986 wurde Dinmuchamed Kunajew, der langjährige Erste Sekretär des Zentralkomitees der Kommunistischen Partei von Kasachstan und außerdem Mitglied des Politbüro der Kommunistischen Partei der Sowjetunion, aufgrund von Unregelmäßigkeiten seines Amtes in der Kasachischen Sowjetrepublik enthoben. Im folgenden Monat schied er auch aus dem Politbüro in Moskau aus. Kunajew war Kasache und im Volk beliebt. Er wurde durch einen Russen, den Parteifunktionär Gennadi Kolbin ersetzt.

## Proteste
Aus Protest über die Absetzung von Kunajew ergaben sich vom 17. bis 19. Dezember 1986 spontane Protestaktionen in Alma-Ata, welche Verletzte, Todesopfer und zahlreiche Verhaftungen nach sich zogen.
In Karaganda versammelten sich am 19. Dezember 80 bis 120 Studenten und am darauffolgenden Tag nochmals etwa 300, um gegen die Absetzung von Kunajew zu protestieren. Infolgedessen wurden fünf Studenten verhaftet und 54 vom Studium suspendiert.
Die Ereignisse vom Dezember 1986 gelten heute als Ursprung der staatlichen Unabhängigkeit Kasachstans.
In seinen späteren Memoiren erinnert sich Michail Gorbatschow, der den kasachischen Parteichef nach dem 27. Parteitag der Kommunistischen Partei im Dezember 1986 entlassen hatte, Kunajew wäre gegen die Ernennung des späteren Präsidenten Kasachstans Nursultan Nasarbajew als sein Nachfolger gewesen. Die Gründe dafür sind unklar. Dabei hätte Kunajew Nasarbajew als Parteifunktionär jahrelang gefördert. In seinem Buch behauptete Kunajew später, Gorbatschow habe ihn nicht über seine Absetzung im Voraus informiert.

## Folgen
Dadurch, dass die sowjetischen Behörden keine Daten zu den Ereignissen veröffentlichten und offizielle Dokumente in Archiven bis heute unter Verschluss gehalten werden, gibt es keine genauen Angaben zu Opferzahlen. Verschiedene Quellen sprechen heute von 150 bis 200 Todesopfern und mehreren Tausend Verletzten. Ein Offizieller, der an den Ermittlungen beteiligt war, sagte einige Jahre später, dass ihm ein KGB-Offizier mitgeteilt hätte, dass 168 Personen bei den Protesten ums Leben gekommen wären. Einige Schätzungen gehen von etwa 8500 Verletzten aus. Im Anschluss an die Proteste wurden zwischen 5000 und 8000 Personen verhaftet.
Etwa 900 Personen wurden zu administrativen Strafen verurteilt, rund 300 Studenten wurden von ihren Universitäten verwiesen, 319 Personen verloren ihren Arbeitsplatz. Darüber hinaus wurden 52 Parteimitglieder aus der Kommunistischen Partei ausgeschlossen und 758 Personen mussten den Komsomol, die kommunistische Jugendorganisation, verlassen. 99 Menschen wurden zu unterschiedlich langen Haftstrafen verurteilt und zwei Personen erhielten die Höchststrafe; sie wurden zum Tod durch Erschießen verurteilt. Einer davon war der damals 20-jährige Student Qairat Rysqulbekow, der wenig später vom Obergericht der Sowjetunion begnadigt und seine Strafe in eine lebenslange Haftstrafe umgewandelt wurde. Er starb zwei Jahre später in einem Gefängnis unter ungeklärten Umständen.